# Colisão de galáxias

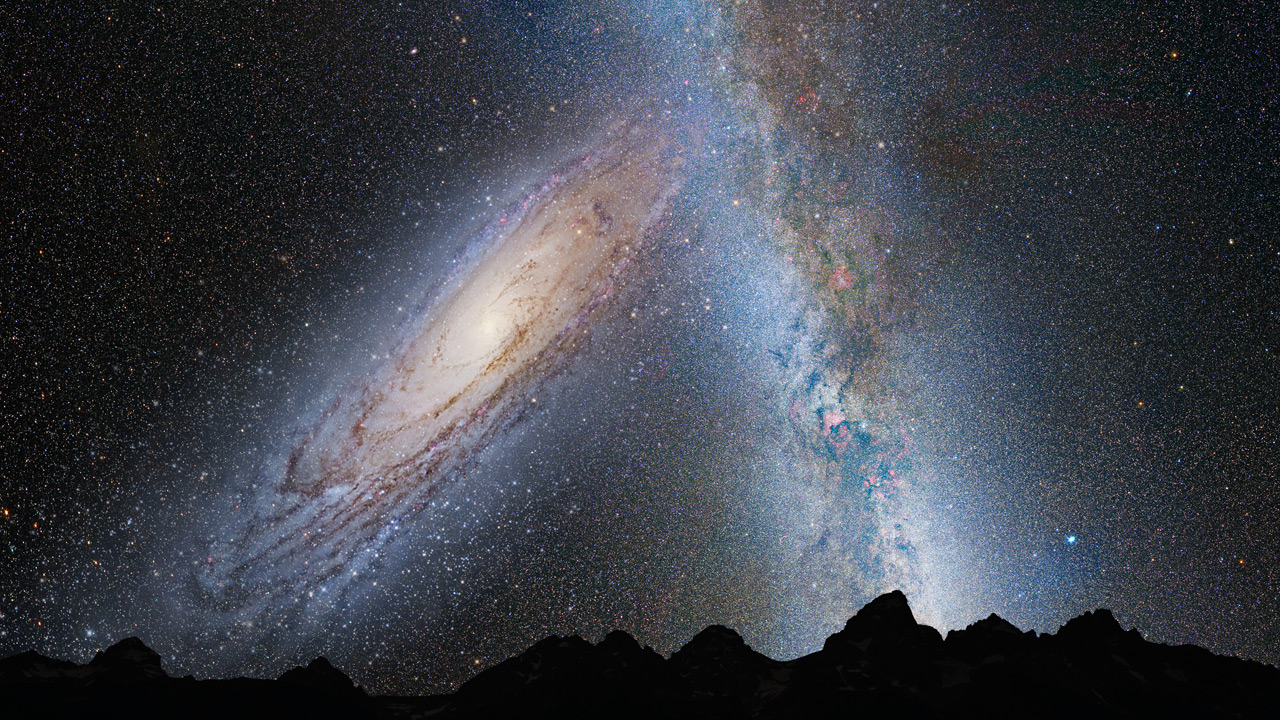
Início da colisão das galáxias como seria vista da Terra daqui a quatro bilhões de anos

Colisão de galáxias é um formidável fenômeno que ocorre no Universo em que galáxias diferentes chocam-se.
As colisões duram bastante tempo para a escala humana, dadas as grandes distâncias do cosmo, em geral alguns milhões de anos -- ou até mesmo bilhões de anos.
Embora estes processos não possam ser observados ao todo, pode-se prever o que acontecerá graças à gravidade.

## Colisão recente
Em 6 de agosto de 2007 o observatório espacial Spitzer da Nasa captou uma das maiores colisões cósmicas na história da astronomia. Trata-se de quatro galáxias que se chocaram, espalhando no cosmos bilhões de estrelas. Em última instância essas quatro galáxias ficarão reduzidas a uma só que terá uma massa superior 10 vezes à da Via Láctea, onde se localiza o Sistema Solar e a Terra.

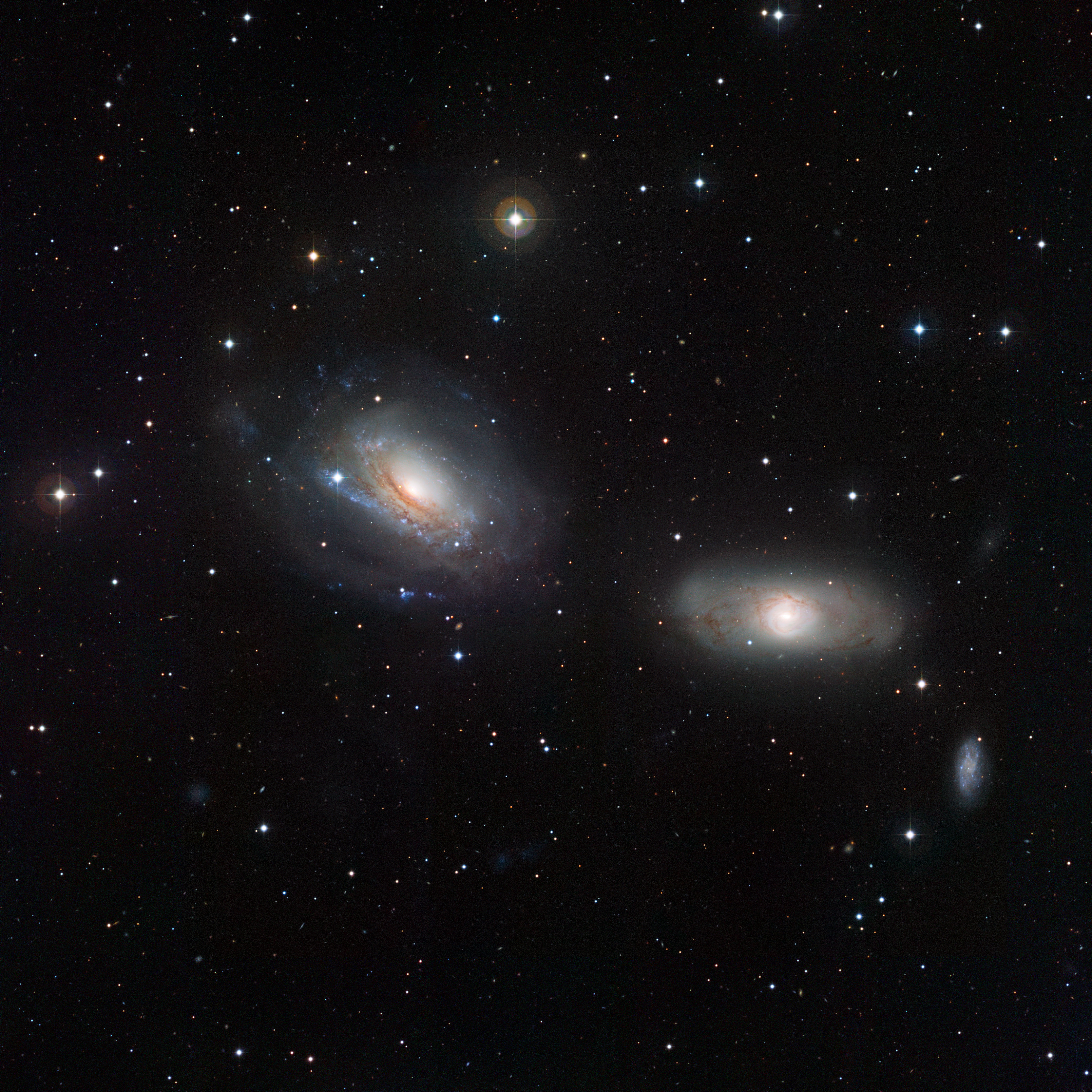
NGC 3169 (à esquerda) e NGC 3166 (à direita) exibem algumas características curiosas, demonstrando que cada membro da dupla está próximo o suficiente para sentir a influência gravitacional distorcida do outro. Imagem do Wide Field Imager no telescópio MPG/ ESO de 2,2 metros no Observatório de La Silla

A fusão de quatro galáxias foi descoberta acidentalmente pelo telescópio espacial quando realizava uma prospecção de um conjunto galáctico chamado CL 0958 4702 situado a quase 5 bilhões de anos luz da Terra. Os dados da Spitzer mostram que nesta fusão há muito pouco gás, ao contrário de outras fusões galácticas, é a melhor evidência de que as galáxias do universo se formaram recentemente através de grandes fusões.

## Via Láctea vs. Andrômeda
Daqui a cerca de quatro bilhões de anos a nossa galáxia, Via Láctea, entrará em um processo de fusão com a Galáxia de Andrômeda, que atualmente está a 2,5 milhões de anos-luz de distância. Apesar do Universo estar em expansão, com a maioria das galáxias se afastando umas das outras, as duas possuem interação gravitacional mútua que as direcionam para uma colisão, com uma velocidade de aproximação de cerca de 400 mil quilômetros por hora em relação à Via Láctea.
Todavia, as chances das estrelas das duas galáxias colidirem é muito remota, por causa da imensa distância que existe entre elas. Segundo artigo publicado em 2020 na revista Science, no entanto, dados coletados pelo Telescópio espacial Hubble apontam que os halos galácticos das duas galáxias já estão em contato.
Entretanto, elas serão direcionadas para órbitas aleatórias totalmente diferentes em torno do novo centro galáctico que se formará. Por isso o Sol e consequentemente os outros corpos do Sistema Solar serão movidos para outra região da galáxia, provavelmente bem mais afastada do centro, mas sem o risco de serem destruídos. A fusão das galáxias levará mais dois bilhões de anos para se completar, e no fim formarão uma imensa galáxia elíptica.

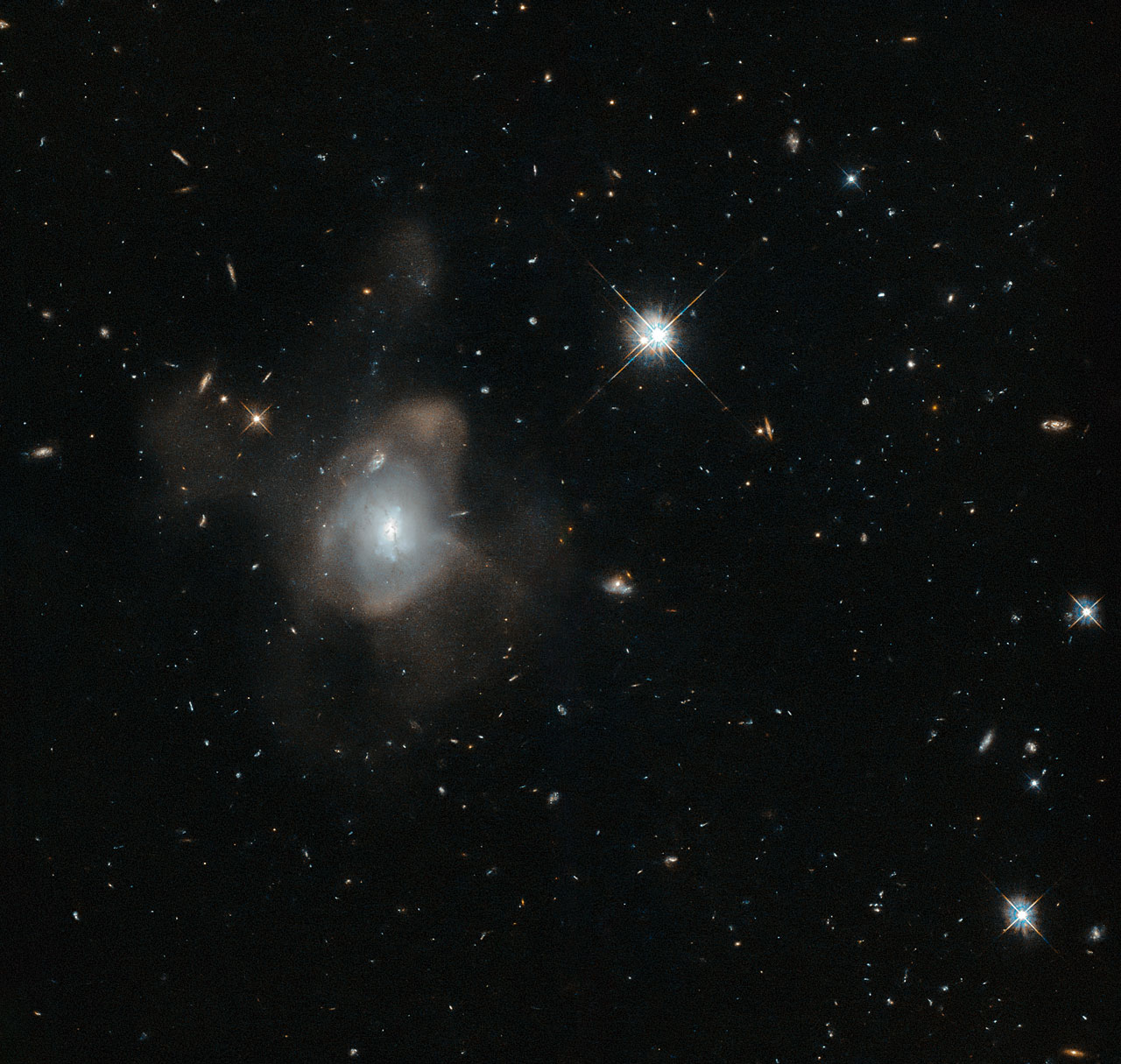
A galáxia 2MASX J16270254+4328340 se fundiu com outra galáxia deixando uma névoa fina, feita de milhões de estrelas, saindo dela em longas trilhas

## Canibalismo galáctico
O canibalismo galáctico é um fenômeno comum que ocorre no universo, que se refere ao processo no qual uma grande galáxia , por meio de interações gravitacionais de maré com uma companheira, se funde com essa companheira; que resulta em uma galáxia maior, muitas vezes irregular.
O resultado mais comum da fusão gravitacional entre duas ou mais galáxias é uma galáxia irregular, mas também podem resultar galáxias elípticas.
Tem sido sugerido que o canibalismo galáctico está ocorrendo atualmente entre a Via Láctea e as Grandes e Pequenas Nuvens de Magalhães . Fluxos de arcos de hidrogênio atraídos gravitacionalmente dessas galáxias anãs para a Via Láctea são considerados evidências para a teoria.

## Notáveis galáxias em interação
Montagem de algumas galáxias em interação bem conhecidas:
| Nome                          | Tipo                  | Distância (milhões de anos ) | Magnitude | Notas                                                     |
| ----------------------------- | --------------------- | ---------------------------- | --------- | --------------------------------------------------------- |
| Via Láctea, LMC e SMC         | SBc/SB(s)m/SB(s)m pec | 0                            |           | Satélites interagindo com seus satélites primários        |
| Galáxia do redemoinho (M51)   | SAc (SB0-a)           | 37                           | +8,4      | Satélite interagindo com seu primário                     |
| NGC 1097                      | SB(s)bc (E6)          | 45                           | +9,5      | Satélite interagindo com seu primário                     |
| Galáxias borboleta NGC 4567/8 | SA(rs)bc / SA(rs)bc   | 60                           | +10,9     | Fase inicial de interação                                 |
| NGC 2207 e IC 2163            | SAc/SAbc              | 114                          | +11       | galáxias passando pela primeira fase em colisão galáctica |
| NGC 4676A e NGC 4676B         | S0/SB(s)ab            | 300                          | +13,5     | galáxias passando pela segunda fase em colisão galáctica  |
| NGC 4038/9                    | SAc/SBm               | 45                           | +10,3     | galáxias passando pela terceira fase em colisão galáctica |
| NGC 520                       | S                     | 100                          | +11,3     | galáxias passando pela terceira fase em colisão galáctica |
| NGC 2936                      | Irr                   | 352                          | +12,9     | ?                                                         |